# Air Kyrgyzstan
Air Kyrgyzstan – kirgiska narodowa linia lotnicza z siedzibą w Biszkeku, głównym węzłem jest port lotniczy Biszkek. W latach 2001–2006 prowadziła działalność pod nazwą Altyn Air.

## Flota
Flota linii aktualna na dzień 12 października 2016 roku:
| Model          | Ilość | Zamówienia |
| -------------- | ----- | ---------- |
| Boeing 737-500 | 1     | 0          |
| Razem:         | 1     | 0          |

W przeszłości linie wykorzystywały m.in. samoloty typu Tu-134A-3, Jak-40, An-24, Tu-154M, Boeing 737-300 i Boeing 737-400.

## Umowy Codeshare
- Turkish Airlines